# نرم‌افزارهای رشته مهندسی مکانیک شاخه CAM

## نرم‌افزارهای مکانیک شاخه CAM
یکی از اهداف علم مهندسی مکانیک تولید قطعات وابزارهای مورد نیازبرای صنایع مختلف می‌باشد ولازمهٔ انجام این کاراستفاده از ماشین ابزارهاودستگاه‌هایی است که محصولات مختلف را ساخته ودسته بندی کند. برای این منظور از نرم‌افزارهای cam که برای برقراری ارتباط با ماشین ابزارهای مختلف است استفاده می‌شود.

## نرم‌افزارهای گروه CAM
- MasterCAM
- PowerMill
- SurfCAM
- EdgeCAM

## MasterCAM

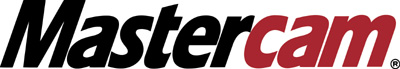
لوگو نرم‌افزار mastercam

نرم‌افزارMasterCam یکی از قدیمی‌ترین نرم‌افزارهای تهیه مسیر ماشین کاری جهت دستگاه‌های سی‌ان‌سی می‌باشد که ساخت شرکت CNC Software Inc است. این نرم‌افزار جهت نصب و استفاده نیاز به الزامات سخت‌افزاری کمتری نسبت به نرم‌افزارهای مشابه دارد و با داشتن postprocessor قوی امکان تعیین انواع مسیرهای حرکت ابزار جهت فرز و تراش CNC را فراهم می‌کند.
یادگیری و آموزش دستورات MasterCam تقریباً ساده و آسان می‌باشد اما از طرفی محیط اجرای چندان جالبی را دارا نیست و محدودیت‌های خاص خود را نیز دارد.
MasterCam جزو اولین‌های CAM می‌باشد ولی با ورود رقبای قدرتمند مثل powermill کم‌کم از آن استقبال و محبوبیت ابتدائی خود کاست و استفاده از آن محدودتر شد ولی هم‌اکنون نیز طرفداران خاص خود را دارا می‌باشد.
در حال حاضر نسخه ۹ نرم‌افزار بیشتر مورد استفاده قرار می‌گیرد. نسخه ۹٫۱ نرم‌افزار نیز با اعمال تغییراتی در محیط نرم‌افزار و ارائه قابلیت‌ها و استراتژی‌های جدید ماشین کاری همراه با ضمیمه آخرین نسخه نرم‌افزار CimcoEdit وارد بازار گردیده است.
MasterCam یک نرم‌افزار مدل‌سازی کامل است که wireframe geometry دوبعدی وسه بعدی وعملیات سطح را با ویرایش قدرتمند و ابزارتغییرشکل ترکیب می‌کند.mastercam mill که براساس mastercam design پایه‌ریزی شده‌است این امکان را به شما می‌دهد که تعداد عملیات‌های ماشین کاری مختلف وگسترده را ایجاد و مدیریت کنید.MasterCam بخشی به نام associativity برای پیوند دادن عملیات‌ها ی ماشین کاری به هندسه به کار می‌گیرد بنابراین وقتی هندسه قطعه تغییر می‌کندtoolmaths می‌توانند به‌طور اتوماتیک احیا شوند.
MasterCam ابزار نرم‌افزارCAM / CAD (طراحی و تولید به کمک کامپیوتر) را برای انواع برنامه‌نویسی ازسطح ابتدایی تا سطح بسیار پیچیده ارائه می‌دهد. از جمله این قابلیت‌ها عبارتند از:ماشین کاری ۲محوری، چرخش وآسیاب کردن چندمحوری،EDM سیمی، برش ومدل‌سازی آزاد هنرمندانه، کشیدن و مدل‌سازی وعملیات سطح و طراحی سه بعدی وهرآنچه در عملیات ماشین کاری مورد نیاز باشد.

## PowerMill

لوگو نرم‌افزار PowerMill

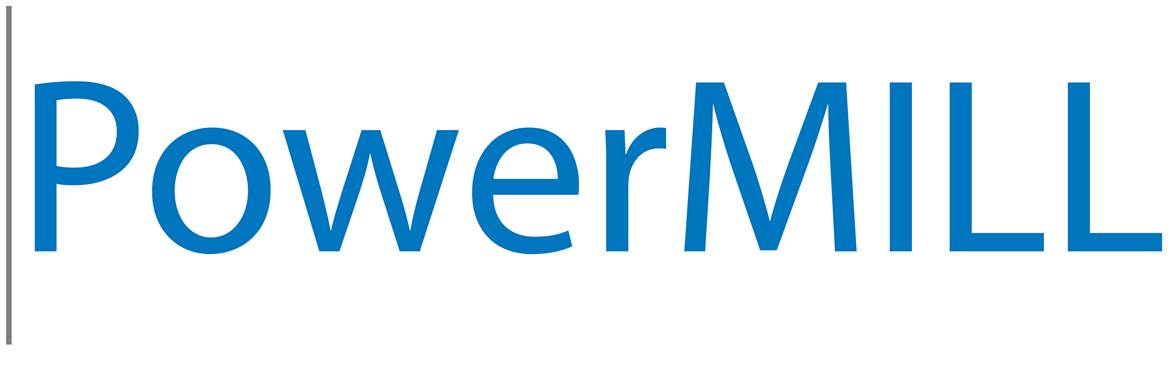
لوگو نرم‌افزار PowerMill

PowerMill پاورمیل یکی از قدرمندترین و برجسته‌ترین نرم‌افزارهای سری CAM می‌باشد که جهت تهیه مسیر حرکت ابزار در دستگاه‌های CNC کاربرد دارد. در این زمینه نرم‌افزارهای دیگری نیز وجود دارند که بی شک برجسته‌ترین و بی رقیب‌ترین آنان نرم‌افزار پاورمیل PowerMill محصول شرکت Delcam می‌باشد؛ که بعلت توانمندی‌های بی‌نظیر و سادگی کار با آن و ارائه نتایج بی نقص در صنایع صنعتی مختلفی مثل قطعه سازی، قالب سازی، خودروسازی و هوافضا در سطح دنیا مورد استفاده قرار می‌گیرد.
نرم‌افزار پاورمیل با دربرداشتن استراتژی‌های مختلف ماشین کاری مانند خشن کاری، پرداخت کاری معمولی یا سرعت بالا (High Speed Machining) و تکنیک‌ها و ابزارهای تعریف شده فوق‌العاده و پوشش دهی گستره عظیمی از دستگاه‌های CNC معمولی و پیشرفته (تا پنج محور کاری) می‌تواند بهنرین مسیر را جهت حرکت ابزار روی قطعه کار تعیین نماید که نتیجه این هوشمندی کاهش زمان ماشینکاری، بهبود کیفیت سطح ماشینکاری و در نهایت کاهش هزینه با بالاترین راندمان کاری می‌باشد.

## SurfCAM
سورف کم یا همان Surfcam برنامه‌ای است برای طراحی CAD و تولید CAM به وسیله کامپیوتر، این برنامه مورد استفاده متخصصین مهندسی مکانیک و صنایع، طراحی جامدات، ساخت و تولید، نقشه‌کشی صنعتی، تولید صنعتی، تکنولوژی صنعتی، ماشین ابزار، ماشین کاری، ریخته‌گری و طراحی قالب و… قرار می‌گیرد.
این برنامه ساخت شرکت فناوری و تولید Surfware می‌باشد که بر پایه بیش از یک سال تجربه و آزمایش در ساخت و تولید این شرکت تهیه گردیده است.
این نرم‌افزار تجربه موفقی در طراحی و ساخت قالب‌های تزریق پلاستیک و ریخته‌گری دقیق و پیشرفته از خود بجا گذاشته است. این برنامه کاربرد در پزشکی طراحی و ساخت، تراشکاری قطعات بدن برای معلولین ساخت دست، پا و.. مصنوعی برای معلولین و افراد نقص عضو دارد.
این برنامه برای طراحی مکانیک و مدل نمودن و آماده‌سازی طرح تأیید و اصلاح شده جهت ساخت و تولید به این طریق که این برنامه بر اساس طرح ایجاد شده فرامین و دستورات لازم کنترلی برای ماشین‌های تراشکاری و ماشین کاری تهیه می‌کند و قابلیت دستور دادن مستقیم به ماشین‌های سی‌ان‌سی و NC و کنترل عددی دیگر را دارا است.
این نرم‌افزار باعث توانایی و قدرتمندی فوق‌العاده در ماشین کاری به روشی بسیار ساده و آسان می‌شود. همچنین دارای ابزارهای بررسی بوده و در شبیه‌سازی و آزمایش برنامه‌های کنترل در نقطه خطا توقف می‌کند و همچنین جزئیات را مانند سرعت و دور مته به سختی جسم ماشین کاری را نمایش و بررسی می‌کند. دارای جداول استاندارد عملیاتی نیز می‌باشد. این نرم‌افزار باعث بهینه شدن ماشین کاری با کاهش سرعت تغییرات ساخت چندین مدل هم‌زمان یا تغییر سریع مدل و خط تولید به آسانی و با تغییر سریع برنامه می‌گردد که تولید به هنگام سریع انبوه و سفارشی را در کمترین هزینه و بدون توقف طولانی دستگاه مقدور می‌سازد. این برنامه همراه راهنمای استفاده و همچنین پشتیبانی و تبادل اطلاعات در دنیای اینترنت می‌باشد. این برنامه را می‌توان در کنار سالیدورکس استفاده نمود.

## EdgeCAM

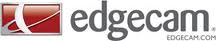
لوگو Edgecam

نرم‌افزار طراحی و عملیات ساخت و تولید با دستگاه‌های فرز و تراشکاری CNC
اج کم EdgeCAM اولین و معروفترین برنامه ساخت و تولید به وسیله کامپیوتر می‌باشد و در این زمینه پیشقدم و بالاترین نرم‌افزار کاربردی در زمینه CAM می‌باشد. توانایی‌های سیستم CAM به معنای طراحی و ساخت به وسیله کامپیوتر در این برنامه به اوج زیبایی و پیشرفت خود رسیده‌است. از جمله توانایی‌های قدرتمند و بسیار عالی این نرم‌افزار انجام فرزکاری با دستگاه فرز، (milling)، خراطی و تراشکاری با دستگاه تراش معمولی و یونیورسال تراشکاری، (turning)، کنترل ساپورت و دور دوران ماشین، Mile , turn Mile براده برداری و براده برداری دورانی، سوراخ کاری و خلاصه تمام اعمال تراشکاری قطعات و فلز. این برنامه یک نرم‌افزار بی‌رقیب در صنعت ماشینکاری است. این نرم‌افزار یک مجموعه از برنامه و ابزار منظم و متوالی در تولید و محبوب‌ترین آن در سطح دنیا می‌باشد. این نرم‌افزار چنان سریع رشد یافته که اکنون دست ابزار عمده مهندسین از کارگاه‌های کوچک ماشین کاری تا شرکت‌های چند ملیتی تولید خودرو و هوافضا و عمده نرم‌افزار مهندسین مکانیک در طراحی و استخراج برنامه‌های کدینگ تراشکاری جهت کاربرد در دستگاه‌های CNC و دیگر ابزار CAM است. این برنامه توانایی مدل نمودن، آزمایش و سنجیدن تولید، تغییرات و به روزرسانی سریع در تولید هر قطعه‌ای را دارد. همچنین می‌توانید پارامترهای دستگاه را با این نرم‌افزار سریع تغییر دهید به عنوان مثال برش در راستای X را بنا به تولید به راستای Y تغییر و برنامه ماشین کاری را نو نمایید. تعیین نقطه صفر و زوایای ماشین تراش را به سهولت تغییر و جابجا نمایید.
ابزارهای طراحی CAD نیز در آن توسعه یافته وطرح‌های رسم شده در آن هیچ نقص و تفاوتی با دیگر نرم‌افزارهای طراحی دیگر ندارد. با این نرم‌افزار شما هیچ وقت نیاز به دیگر نرم‌افزارها نخواهید داشت زیرا همه ابزارها، طراحی دو بعدی و سه بعدی، مدل نمودن و شبیه‌سازی و در پایان استخراج کد ایزو ISO و جی کد G , G-Code و کدهای باینری دستگاه تراش به صورت ترکیبی با هم در این نرم‌افزار موجود است. این نرم‌افزار دارای تمامی استانداردها و خصوصیات فلزات (سختی و سرعت مته کاری) بوده و قادر به شبیه‌سازی محیط و عملیات ماشینکاری است.

## مقایسهٔ نرم‌افزارهای مکانیک
در عکس زیر می‌توانید کارایی نرم‌افزارهای مکانیک را با هم مقایسه کنید.